# Галактионово (Татарстан)
Галактионово — село в Чистопольском районе Татарстана. Входит в состав Данауровского сельского поселения.

## География
Находится в центральной части Татарстана на расстоянии приблизительно 4 км по прямой на северо-запад от районного центра города Чистополь на берегу Куйбышевского водохранилища.

## История
Основано в XVIII веке. Упоминалось также как Жукотино, Никольское, Савино Городище, Савин Городок. В начале XX века здесь действовали Николаевская церковь, церковно-приходская школа..

## Население
Постоянных жителей было: в 1782 году — 383 души мужского пола, в 1859 — 583, в 1897 — 781, в 1908 — 1074, в 1920 — 1192, в 1926 — 1284, в 1938 — 1052, в 1949 — 614, в 1958 — 410, в 1970 — 219, в 1979 — 87, в 1989 — 80, в 2002 — 113 (русские 76 %), 101 — в 2010.

## Известные уроженцы, жители
- Кораблёв, Алексей Михайлович (род. 1979) — Герой Российской Федерации.

## Инфраструктура
Личное подсобное хозяйство с зоной сельскохозяйственного использования, индивидуальная застройка усадебного типа.
Развит туризм.

## Транспорт
Остановка общественного транспорта «Галактионово» в центре села. 